# Parc de Bruxelles
Le parc de Bruxelles (en néerlandais : Warandepark), anciennement appelé Parc royal (ce dernier se trouve en réalité à Laeken, face au Domaine royal et au Château royal et est accessible par l'avenue du Parc royal), est un parc public du centre bruxellois dans le quartier de la Cour d’environ 11 hectares et classé au patrimoine de la Région de Bruxelles-Capitale depuis le 21 juin 1971.

## Histoire
La création du parc coïncide avec celle de la place Royale, édifiée à partir de 1775 sur les ruines du château des ducs de Brabant, situé au sommet du Coudenberg et appelé communément depuis l'incendie qui l'a ravagé en 1731, « l'Ancienne Cour » ou « la Cour brulée ».
Remanié et agrandi sous Jean III de Brabant et ensuite sous Philippe le Bon, le château était entouré de la place des Bailles, clôturée, et, à l’arrière, d’un parc divisé en deux parties : le grand parc ou warande, réserve à gibier (voir garande) qui s’étendait, à la fin du règne de Charles Quint, jusqu’à la rue de Louvain et aux remparts situés porte de Namur ; le petit parc, situé dans le vallon du Koperbeek, entre l’arrière du palais et le bois. Celui-ci comprenait un jardin d’agrément privé, dénommé au fil de ses réaménagements successifs, tantôt « Feuillée », tantôt « Labyrinthe » par évocation des berceaux de verdures, portiques et bassins du labyrinthe de Corinthe. Sur le versant opposé, un vignoble, une orangerie et des volières d’oiseaux exotiques et, dans le reste du vallon, un jardin de fleurs et un étang agrémentaient l’ensemble.
Le château est la proie des flammes dans la nuit du 3 au 4 février 1731. L’incendie a pris dans les cuisines où l’on préparait des confiseries pour le prochain bal. Il laisse derrière lui un champ de ruines et un parc délaissé. D’aucuns proposent une reconstruction partielle du site, mais l’argent manque.
Pour le vingt-cinquième anniversaire de son installation comme gouverneur des Pays-Bas autrichiens, les États de Brabant souhaitaient ériger une statue à Charles de Lorraine. Le prince de Starhemberg, ministre plénipotentiaire de l’impératrice Marie-Thérèse d'Autriche, proposa de l’installer sur la place, devant les ruines arasées pour l’occasion. Dans la foulée, il suggéra d’étendre la place, de la border d’édifices réguliers et de remanier le parc. L’impératrice donnait son accord le 1er juillet 1775, à condition que la Ville de Bruxelles en assume le financement. Ardues, les négociations aboutiront à la signature de deux conventions, l’une pour la place, l’autre pour le parc. La Ville assurait le financement des voiries limitrophes tandis que le gouvernement prenait l’aménagement du parc à sa charge.
La volonté du concepteur du plan du quartier, Barnabé Guimard assisté, pour l’aménagement du parc, de Joachim Zinner, était de faire, du quadrilatère formé par le parc, un point central de réorganisation du quartier environnant en le dotant de bonnes communications avec la ville en expansion. Les travaux s’étaleront de 1776 à 1783. Tout est aplani et refait : 1 218 arbres sont abattus pour tracer les nouvelles allées en patte-d’oie qui relient le Palais de justice de Bruxelles, le Palais royal de Bruxelles, le palais de la Nation et la place du Trône.
Mais en 1793, les occupants révolutionnaires français le ravagent et abattent sauvagement les statues et les bustes des empereurs romains dont on l’avait orné.
La Ville de Bruxelles, qui gère le parc dès 1797 avant d’en devenir propriétaire par arrêté royal du 23 avril 1817, s’attache à réparer les dégâts et repeuple bientôt le parc de statues et de bustes actuels. À court d’argent, elle organise aussitôt une souscription publique au terme de laquelle la direction de l’entretien du parc est confiée aux trente plus généreux donateurs. Les résultats dépassent largement les attentes et les mécènes victorieux délèguent sept représentants qui constituent la commission du parc.
Lors de la révolution d’indépendance de la Belgique, le parc sert de refuge à l’armée hollandaise assiégée par les insurgés du 23 au 27 septembre 1830, date de sa retraite vers Anvers.
Victime des outrages du temps, le parc a fait l’objet d’une campagne de restauration en profondeur qui s’est achevée en 2001. Des arbres ont été abattus et replantés, les taillis revivifiés, les chemins et les pelouses recoupés et refaits, le mobilier rajeuni et les kiosques du côté du Palais royal reconstruits.
Selon l'ASBL bruxelloise Alias, le parc royal de Bruxelles, et plus particulièrement les vestiges du vallon du Koperbeek, serait un lieu de prostitution masculine et de maraude sexuelle.

## Un parti géométrique et forestier

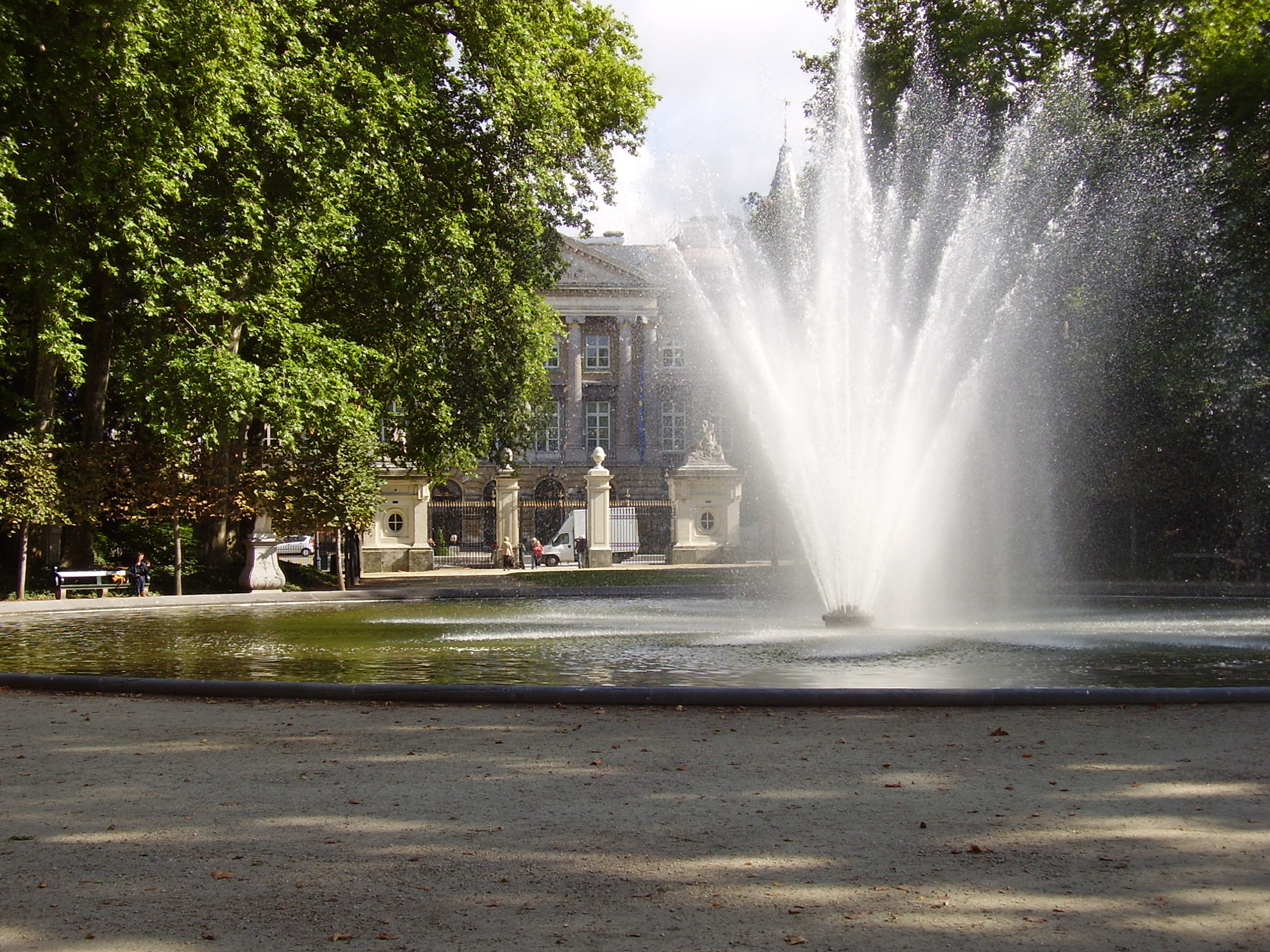
Vue vers le Parlement fédéral.

cLe parc Royal, qui est en fait un grand rectangle aux angles coupés, est conçu selon les principes de l’architecture classique tout en conservant un caractère forestier. La composition géométrique est déterminée par les contraintes urbanistiques des rues avoisinantes que les allées du parc prolongent.
Les cheminements, qui occupent près de la moitié de la superficie, comportent trois grandes allées en patte-d’oie, entrecoupées de deux allées transversales assurant la liaison entre les rues Royale et Ducale d’une part et le bas de la ville d’autre part. L’axe de l’allée droite de la patte-d’oie est déterminé par la place Royale, elle-même décalée par rapport à la rue Royale en raison de la présence d’un coude des anciens remparts et de la nécessité de maintenir des voiries préexistantes. Enfin, une allée extérieure agrémentée de tilleuls palissés entoure la totalité du parc.
C’est un dessin en patte d'oie couramment utilisé dans le tracé des jardins paysagers depuis le XVIIe siècle.
Certains auteurs ont voulu voir des symboles maçonniques dans ce tracé — le compas notamment — ajoutant comme preuve les lettres V. I. T. R. I. O. L. qui forment une phrase initiatique de la maçonnerie, situées sur le mur au fond du parc, mais cet argument s'effondre quand on sait que ces lettres sont le reste d'une installation placée là lors d'une exposition d'œuvres d'art au Parc de Bruxelles de juin-août 1991. Ce dernier détail n'est pas suffisant pour écarter complètement cette hypothèse si l'on tient compte du fait que le prince de Starhemberg, le concepteur du plan d'ensemble du parc, était membre de la Loge Minerve aux Trois Palmiers de la Stricte Observance Templière. Sous le gouvernement de Charles Alexandre de Lorraine, dont l’appartenance à la Maçonnerie est probable, il eut les pleins pouvoirs. Albert de Saxe-Teschen, le successeur de Charles de Lorraine en 1781, était également membre de la Stricte Observance et Protecteur des Rites rectifiés. Il faisait partie de la même Loge que Starhemberg à Vienne. Apparenté à ce dernier, le Prince Wenceslas Antoine de Kaunitz, Chancelier d’État de Marie-Thérèse d'Autriche, faisait partie de l'Ordre. Franz Wenceslas de Kaunitz, fils du Chancelier, était membre affilié de la Loge L'Heureuse Rencontre à Bruxelles. Enfin, le sculpteur principal du Parc et du fronton allégorique du Palais de la Nation, Gilles-Lambert Godecharle, était lui aussi Franc-maçon. Suite au refus de Joseph II, un obélisque du même Godecharle, orné de Minerve, Hermès et l'Abondance et protégé par huit sphinges ne prit jamais place au milieu du bassin rond. Il devait constituer "la dernière pierre de tout l'édifice". Houdon, membre de la Loge des Neuf Sœurs devait en sculpter le bassin principal "qui doit faire parler le monument". L'enveloppe du timbre dit du premier jour du bicentenaire des Amis Philanthropes (1998), qui reprend un plan ancien, semble confirmer l’hypothèse du Parc de Bruxelles maçonnique.
Au carrefour des trois chemins, près de l’entrée principale située en face du Parlement, une place circulaire est ornée d’une fontaine depuis 1855. Il s’agit d’un monument à l’ouvrage d’adduction d’eau dont Bruxelles venait de se doter pour assurer l’alimentation en eau courante de ses habitants. Les sources étaient captées au-delà de Braine-l'Alleud. Ce site a inspiré plus d’un artiste puisqu’il fut question d’y édifier un mémorial à Marie-Thérèse et Joseph II, un obélisque en souvenir de Waterloo ou de la révolution belge. Ils ont trouvé place ailleurs.
Les hautes futaies bordées de taillis, les arbres d’alignement le long des allées et les deux grands salons de verdure du côté de la place des Palais, donnent à l’ensemble un caractère forestier un peu austère. Des plantations ordonnées enserrent des bosquets à la façon des cabinets de verdure, de Versailles, de Beloeil et d’ailleurs. Toutes les tentatives pour implanter des parterres de fleurs ont échoué.
La résistance opposée régulièrement par le public lorsqu’il est question du renouvellement des massifs a contrarié leur régénération depuis l’aménagement du parc. À titre d’exemple, il a fallu attendre que l’orme, qui dominait les autres essences au parc Royal, ait totalement disparu lors de la dernière épidémie de graphiose de l'orme en 1979, pour remplacer les 360 arbres morts par du tilleul, du chêne et du hêtre.
À partir de 1781, on commence à entourer le parc de grilles interrompues par des portes monumentales, flanquées de piédestaux ou de piédroits ornés de sculptures aux motifs cynégétiques de Gilles-Lambert Godecharle. Trois d’entre elles ont été offertes par l'abbaye de Cambron dans le Hainaut. La clôture en fer forgé sur plinthe moulurée en pierre bleue sera complétée grâce à une souscription publique de 1849 à 1851. Ses plans sont dessinés par l’architecte du quartier Léopold, Tilman-François Suys.
Du côté de la place des Palais, deux dépressions de terrain de huit mètres de profondeur surprennent le visiteur. Vestiges de l’ancien parc, les bas-fonds n’ont pas été entièrement comblés au moment de l’aménagement. L’ampleur de la tâche a fait reculer ses concepteurs. Aussi ont-ils été dessinés en jardins à l’anglaise et clôturés. En 1830, ils serviront d’abri et de tombeau aux troupes hollandaises acculées par les insurgés. Au fil du temps, leur réputation de lieu de perdition, théâtre en plein jour de scènes contraires aux bonnes mœurs, aboutira à leur fermeture au public. Le mur de soutènement, surmonté d’une balustrade, est ajouté en 1907 par l’architecte de Léopold II, Henri Maquet, qui, au mépris de l’opposition de la Ville, avait tenté d’amputer encore le parc au profit de la place des Palais. Celle-ci avait pourtant été élargie de 30 mètres, trois années auparavant, pour dégager la nouvelle façade du Palais royal et permettre l’aménagement des jardins qui la bordent. Fâchée, la Ville obtiendra la condamnation en justice du conseiller du roi.
Sur le mur de droite, se trouvent sept lettres en fer forgé « V.I.T.R.I.O.L. », tandis qu'à gauche, on trouve en miroir « L.O.I.R.T.I.V. ». Ces lettres sont l'abréviation de Visita Interiora Terrae Rectificando Invenies Occultum Lapidem (« Visite l'intérieur de la Terre et en te rectifiant tu trouveras la pierre cachée »). Ces inscriptions sont tout ce qui reste sur place d'une exposition d'œuvres d'art (Parc de Bruxelles) de juin-août 1991.

## Édifices et monuments

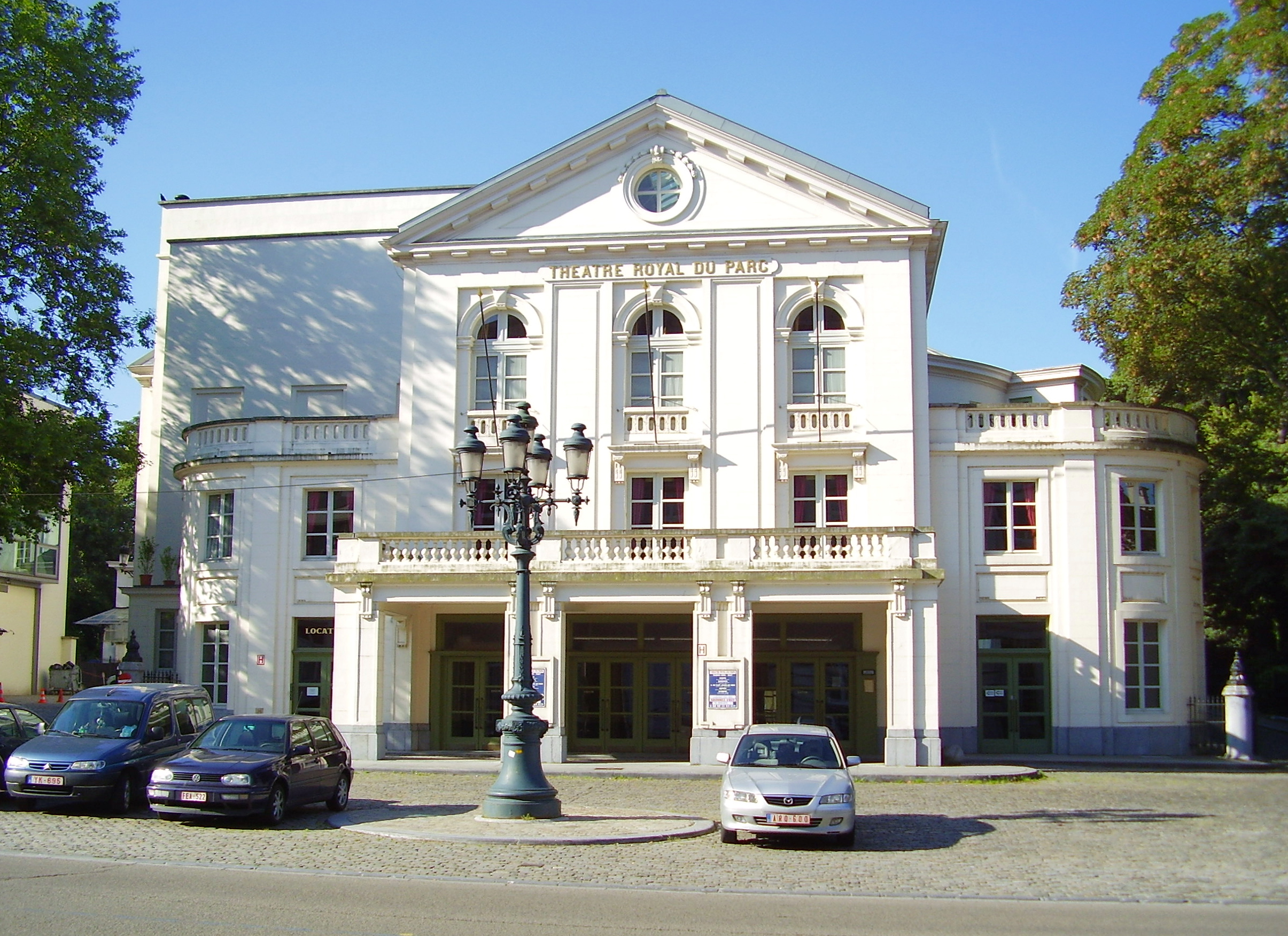
Théâtre royal du Parc.

1. Théâtre royal du Parc : la façade nord du Vaux-hall, plusieurs fois remaniée, abrite un théâtre qui servait à la fois de salle des fêtes et de cabinet littéraire, où journaux et romans étaient mis à la disposition du public pour un sou. Au grand dam de l’évêché de Malines, des enfants, élèves acteurs, y donnaient des représentations variées : pantomimes, ballets, proverbes, comédies burlesques, petits opéras. L’institution change de vocation vers 1890, passant de la variété et des opérettes au théâtre classique. Plusieurs fois remanié par l’ajout d’un auvent, de balcons et d’un portique, le bâtiment a connu une profonde rénovation en l’an 2000. En décembre 1998, la scène a été la proie d'un incendie, rapidement maîtrisé. Cet incendie contenu dans la cage de scène n'a pas touché la salle.
2. Vauxhall : emprunté à un lieu-dit créé à Londres en 1732, le mot « vaux-hall » évoque un jardin d’attractions. Pierre Francois Bultos et son fils Alexandre, les premiers exploitants, étaient Franc-maçons. C'était une famille de distillateurs, qui exploitaient déjà un débit de boissons sous une tente turque à l’angle des rues de la Loi et Ducale. Alexandre Bultos, avec son frère Herman Bultos, était également directeur du Théâtre de la Monnaie. Inspirée des immeubles de la place Royale, la façade classique, due à Louis Montoyer, comprend neuf travées régulières, dont une centrale plus large avec fronton, marquées de pilastres sans chapiteau. Une grande salle ornée de pilastres corinthiens sert de café, trois petites de restaurant. Sept pavillons, dont un cabinet chinois, entourent l’édifice. De 1820 à 1870, ses locaux abritent le « Concert Noble », société nobiliaire de l’académie de musique qui y organise bals et concerts. Celle-ci accole à la bâtisse une nouvelle salle de fêtes, sur les plans de Charles Vander Straeten, architecte du Palais des Académies et du pavillon de Tervueren. Sous l’égide du Cercle artistique et littéraire qui lui succède dans les lieux, Eugène Ysaÿe y interprète la première de la sonate pour violon et piano de son professeur, César Franck, avant qu’elle ne fasse le tour du monde. Le bâtiment est encore agrandi. L’association fusionne après guerre avec le Cercle Gaulois qui occupe encore aujourd’hui les lieux.
3. Kiosque du Vauxhall : au fond de l’enclos à l'arrière du Vauxhall, un kiosque rénové dans un style mauresque a abrité les concerts d’été du théâtre royal de la Monnaie à partir de 1852. À la demande de la Ville qui cherchait à relancer un lieu d’animation à bout de souffle, un pavillon à scène surmonté d’un dôme à l’impériale et décoré de treillages en bois a été reconstruit en 1913 par l’architecte Malfait. Faute du succès escompté, il est abandonné dix ans plus tard. Un amateur éclairé, Éric d’Huart, en entreprend la restauration à partir de 1987 pour en faire son domicile.

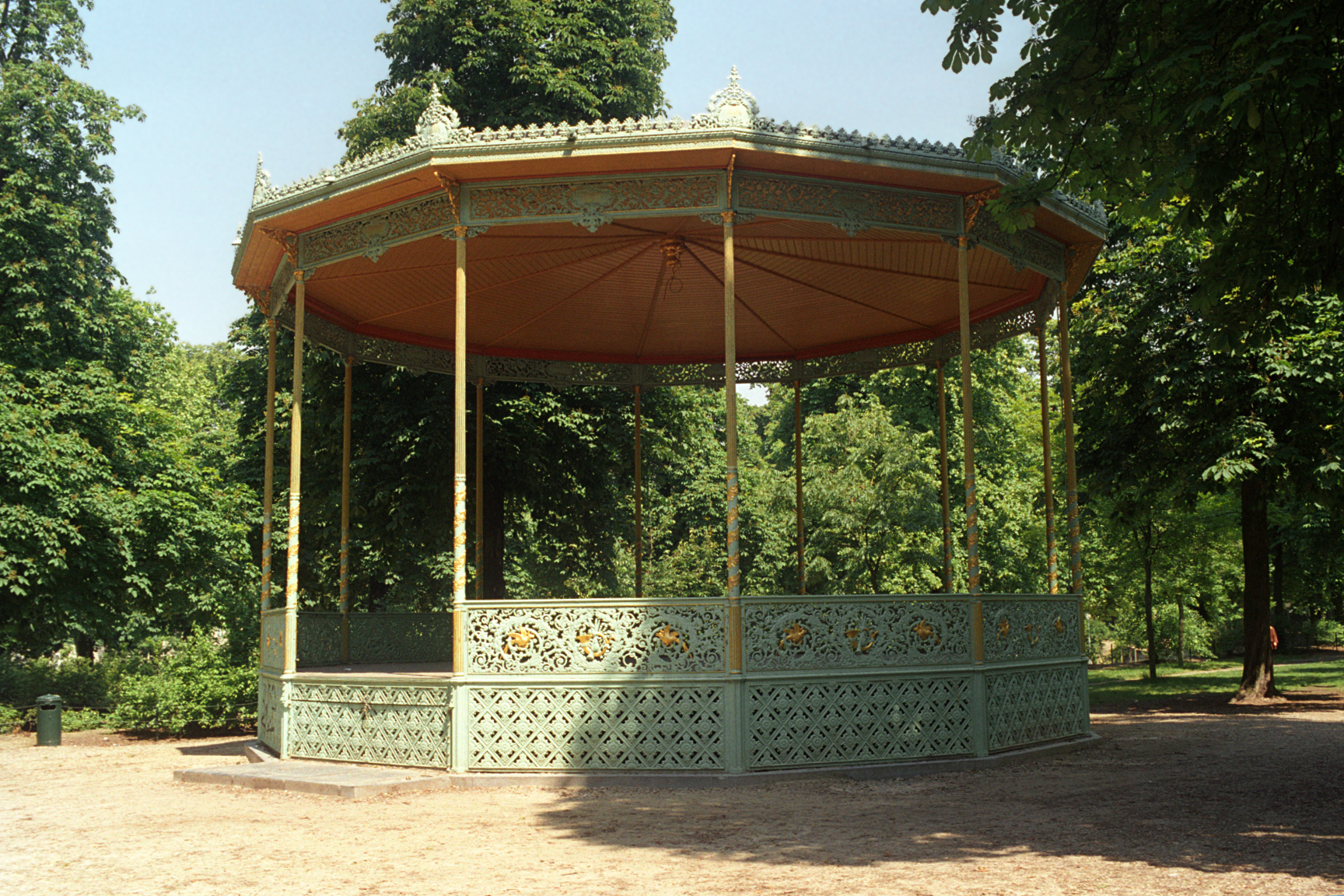
Kiosque à musique.

1. Kiosque à musique : pour abriter les célébrations des fêtes nationales, l’architecte de renom Jean-Pierre Cluysenaar - auteur notamment des galeries royales Saint-Hubert, du Conservatoire royal de musique et de l’aménagement de la place des Panoramas et des bas-fonds de la rue Royale - construit en 1841 un kiosque en fonte ornée à douze côtés, au milieu du rond-point qui fait face au Parlement. Rapidement déplacé dans un massif, il sera pendant plus d’un siècle un haut lieu de la musique d’harmonie.
2. Bassin octogonal : bassin dont les côtés se situent pour une moitié dans le prolongement des allées et pour l’autre en face des pans coupés séparant les allées. Les huit statues « Hermès » étaient alimentées autrefois par la machine hydraulique de Saint-Josse-ten-Noode.

## Le jardin des sculptures
Le parc de Bruxelles contient une soixantaine de sculptures inspirées de la mythologie gréco-romaine. Elles proviennent, pour la plupart, du parc du château de Tervueren dont elles ont été déplacées au moment de la mort de son propriétaire, Charles de Lorraine. Payant un lourd tribut aux guerres, au vandalisme et à la pollution, elles ont, pour la plupart, été remplacées par des copies.
Originellement, les statues étaient peintes dans des tons gris ou pierre de France. Ce n’est qu’à partir de 1921 que, cédant à une mode, un programme de décapage systématique a été mis en place.
- Léda (Jean-Baptiste Van der Haeghen, 1774) : princesse unie à Zeus déguisé en cygne.
- Apollon (François-Joseph Janssens, 1770) : dieu de la lumière, fils de Zeus.
- Narcisse (Gabriel Grupello, 1670, copie Albert Desenfans, 1899) : fils d’un fleuve et d’une nymphe, épris de son image dans les eaux d’une fontaine.
- Diane (Gabriel Grupello, 1670) : déesse de la chasse, accompagné d’un lévrier et portant un carquois avec des flèches sur le dos.
- Vénus aux colombes (Augustin Ollivier, 1774, copie Albert Desenfans, 1885) : déesse de l’amour et de la fécondité
- Vénus au miroir (Pierre Puyenbroeck, 1832) : déesse de l’amour et de la fécondité.
- Douze empereurs romains en buste (attribués à Laurent Delvaux, 1782) : autour de la fontaine principale.
- Monument à Gilles-Lambert Godecharle (Thomas Vinçotte, 1881).
- Le commerce et la navigation (Gilles-Lambert Godecharle, 1784) : représentés par deux enfants, l’un coiffé du chapeau ailé tenant le caducée de Mercure à la main, l’autre appuyant sa main sur un médaillon frappé au chiffre du prince de Starhemberg, ministre plénipotentiaire autrichien à Bruxelles sous Marie-Thérèse.
- Les arts et la science (Gilles-Lambert Godecharle, 1784) : représentés par deux enfants. Sur un médaillon figure le plan du parc. Au pied de l'enfant de gauche, le ciseau et le maillet ; à la main de l'enfant de droite, l'équerre et le compas.
- Méléagre tuant un sanglier (Pierre Lejeune, 1782) : irritée contre le père de Méléagre, Œnée, roi de Calydon, Artémis envoya un sanglier furieux qui ravagea les campagnes de ses états. Méléagre le combattit et en triompha.
- Adonis tué par un sanglier (Pierre Lejeune, 1782).
- Chien aboyant (Alphonse de Tombay, 1895).
- Vénus marine (copie d’Égide Mélot, 1878) : flanquée des bustes d’Alexandre Le Grand et de Cléopâtre, mordue par l’aspic après avoir été vaincue par les Romains.
- Termes (en latin Termini) ou Hermès (Laurent Delvaux, 1782) : autour de l’octogone, représentation d’hommes dont le corps est, à l’exception de la tête et des pieds en marbre blanc, enserré dans une gaine d’écailles en pierre.
- Fillette à la coquille (Alphonse de Tombay, 1901) : fontaine-abreuvoir destinée à désaltérer les enfants démunis ne pouvant fréquenter la buvette. Des gobelets en cuivre étaient autrefois attachés au fût par une chaîne.
- La Charité (Michel Vervoort, XVIIIe siècle) : femme avec trois enfants, entourée de deux bustes, dont Lucrèce expirant.
- Flore (Laurent Delvaux, 1782) : déesse de la végétation.
- Pomone (Laurent Delvaux, 1782) : nymphe protectrice des fruits.
- Lion (Alphonse de Tombay, 1895) : la patte sur une sphère.
- Marie-Madeleine lisant, copie réalisée en 1894 par Louis Samain d'un original de Jérôme du Quesnoy conservé aux Musées royaux des beaux-arts de Belgique[8]. Réalisée pour l'ancienne Warande, elle fut placée dans le nouveau parc en 1779, puis installée dans une grotte à fontaine située dans les bas fonds en 1878. D'après une légende, la sainte rappellerait la mémoire d'une jeune Bruxelloise refusée à un jeune homme de condition trop modeste. De chagrin, elle se serait noyée dans une mare du bas-fond du parc.
- Buste du tsar Pierre le Grand (1856), bronze placé à l'écart dans ce qui reste du bas-fonds du parc, offert à la Ville par le prince Demidoff en souvenir d’une cuite de l’empereur russe, qui avait régurgité un plat trop arrosé au pied de la Madeleine en 1717. Le texte latin qui accompagne le buste, évoque l'événement en termes plus choisis : « Pierre Alexiovitz, Czar de Moscovie, Grand-Duc, assis au bord de cette fontaine, ennoblit son eau par le vin qu'il avait bu, le 16 avril 1717, à trois heures de l'après-dîner. »[9].
- Deux lions en pierre (Joseph Dubois, 1780) : sur la balustrade qui longe la place des Palais.
- Sur les piliers de la porte centrale face au Palais royal, femmes avec angelot représentant :
  - Le Printemps (Victor Poelaert, 1858)
  - L’été (Égide Mélot, 1858).
- Autres portes d’accès : 8 groupes sculptés (Gilles-Lambert Godecharle, 1782) : motifs cynégétiques dominés par un angelot assis.

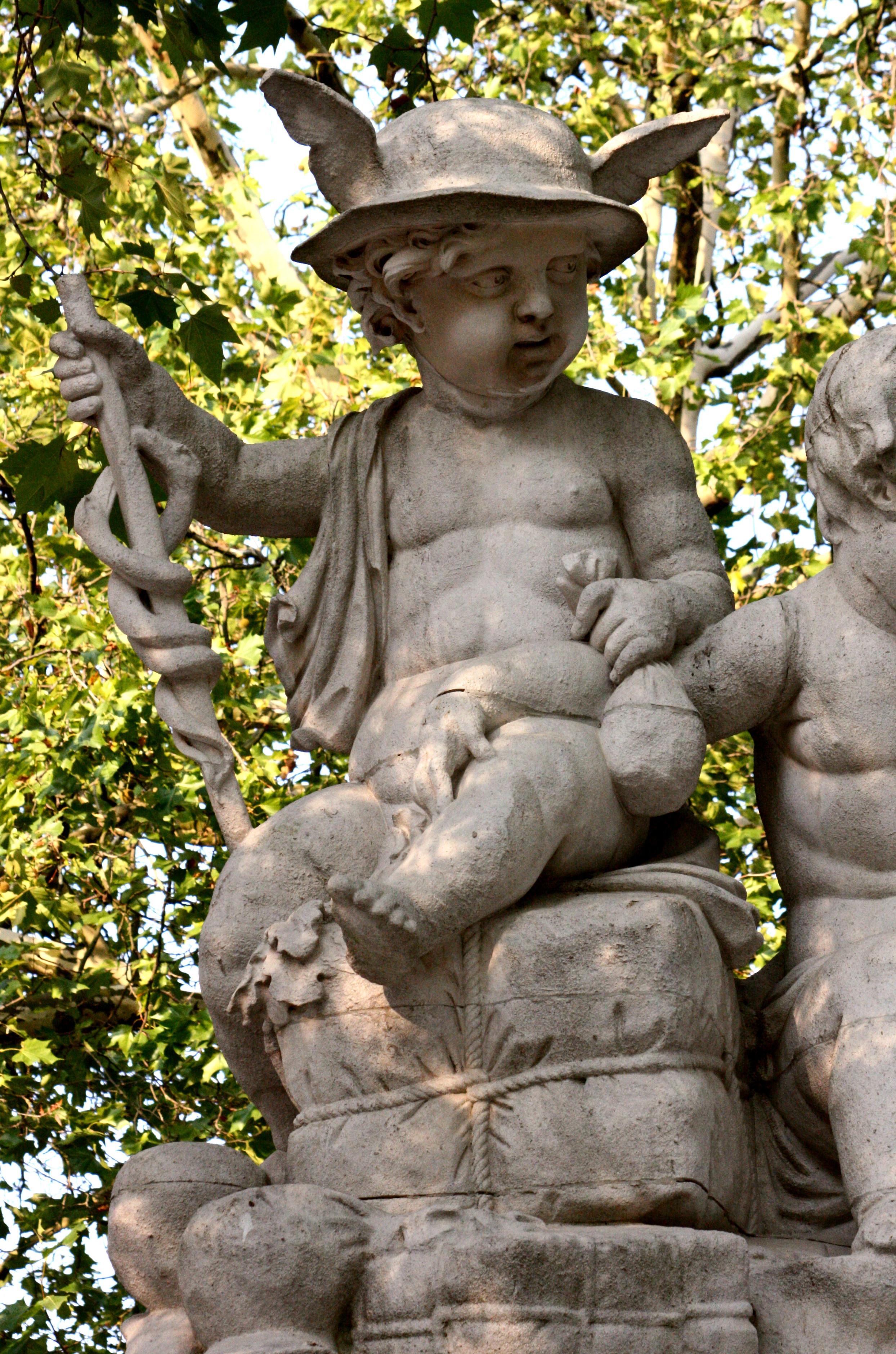
Groupe de Godecharle symbolisant le Commerce et la Navigation. À gauche : enfant symbolisant le commerce, coiffant le casque de Mercure et tenant en main le caducée.
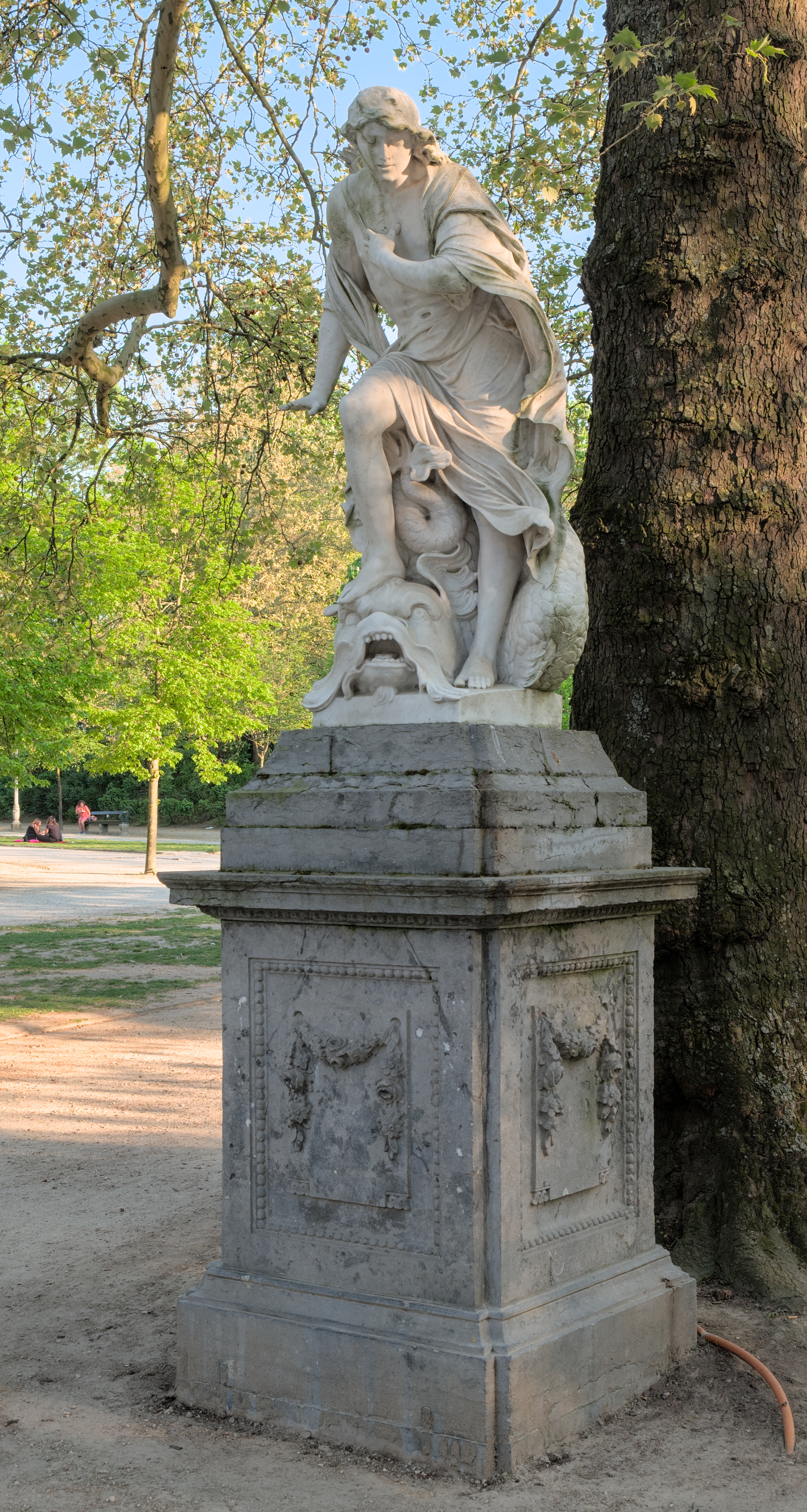
Statue de Narcisse originellement sculptée par Gabriel de Grupello, détruite, puis reproduite par Albert Desenfans.
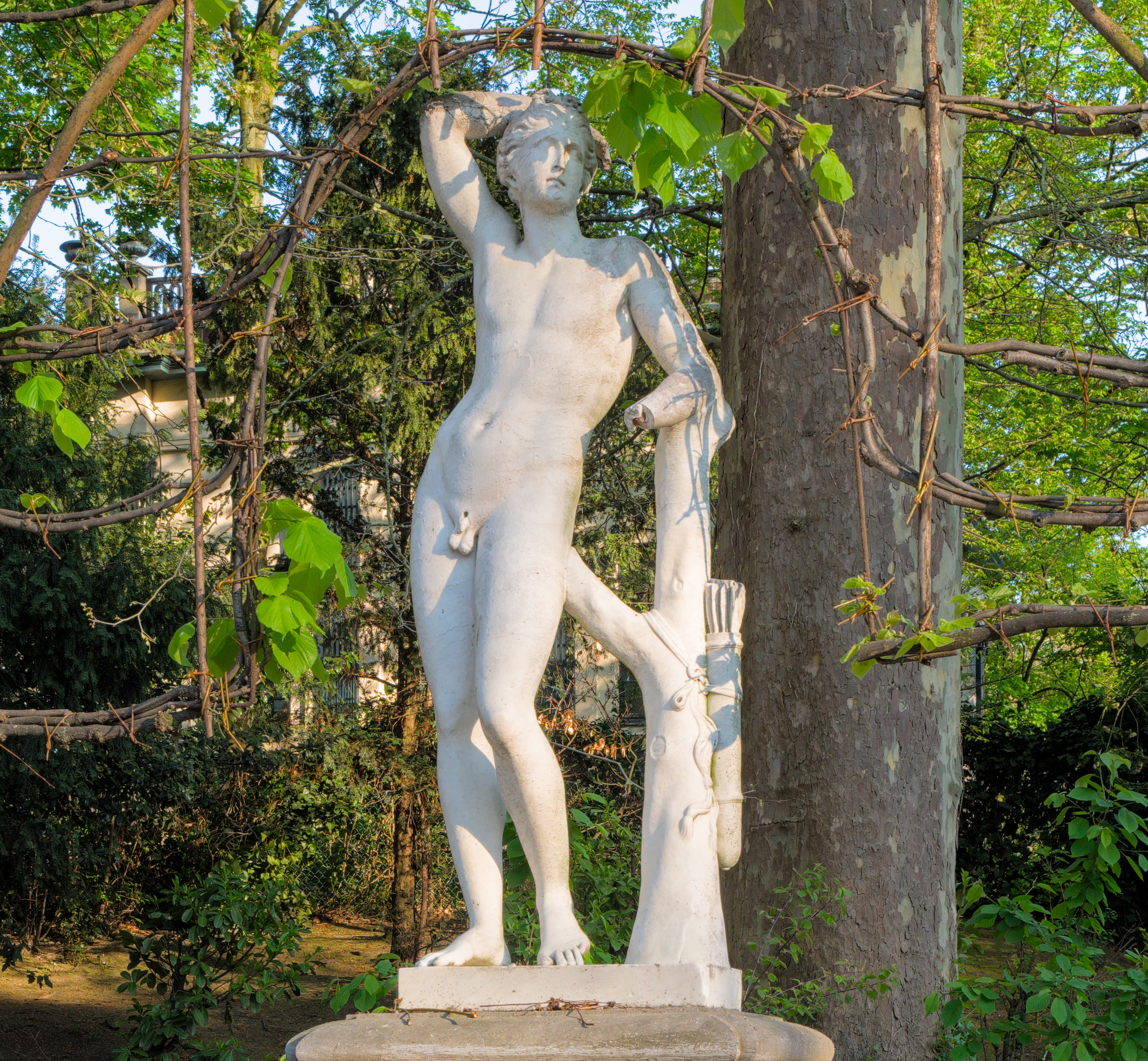
Apollon (1770) par François-Joseph Janssens.
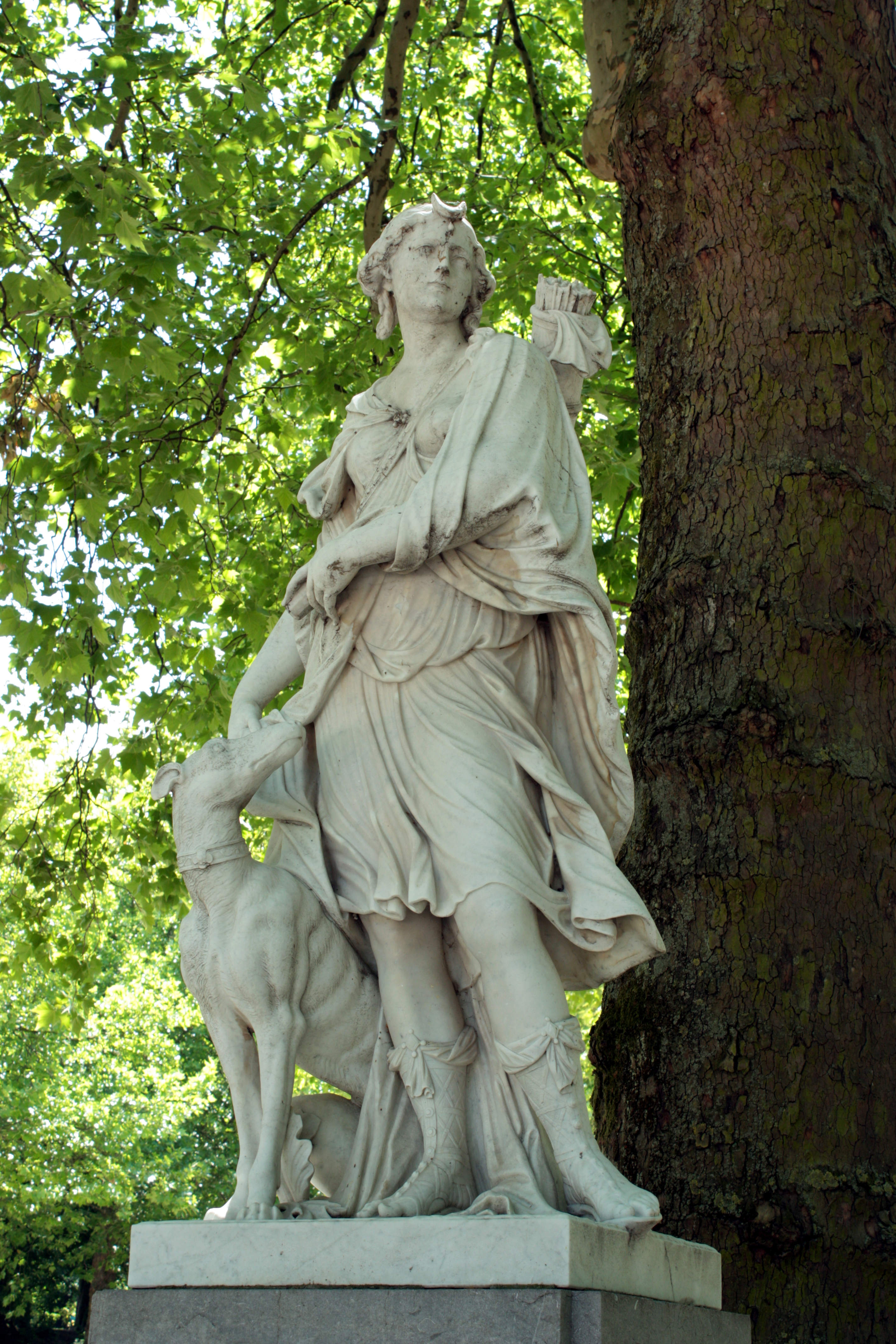
Diane par Gabriel de Grupello.
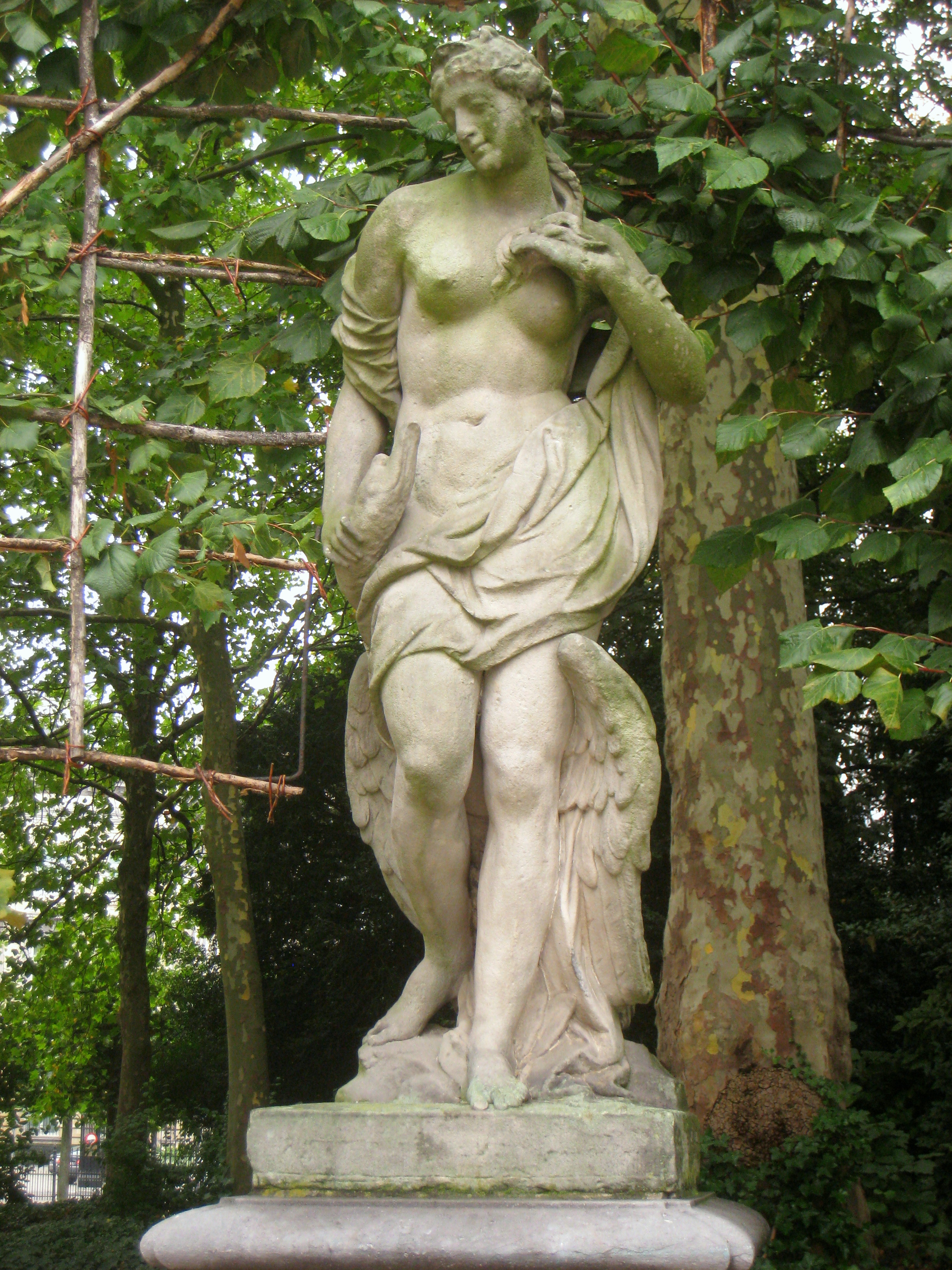
Léda et le cygne par Jan-Baptiste van der Haeghen.
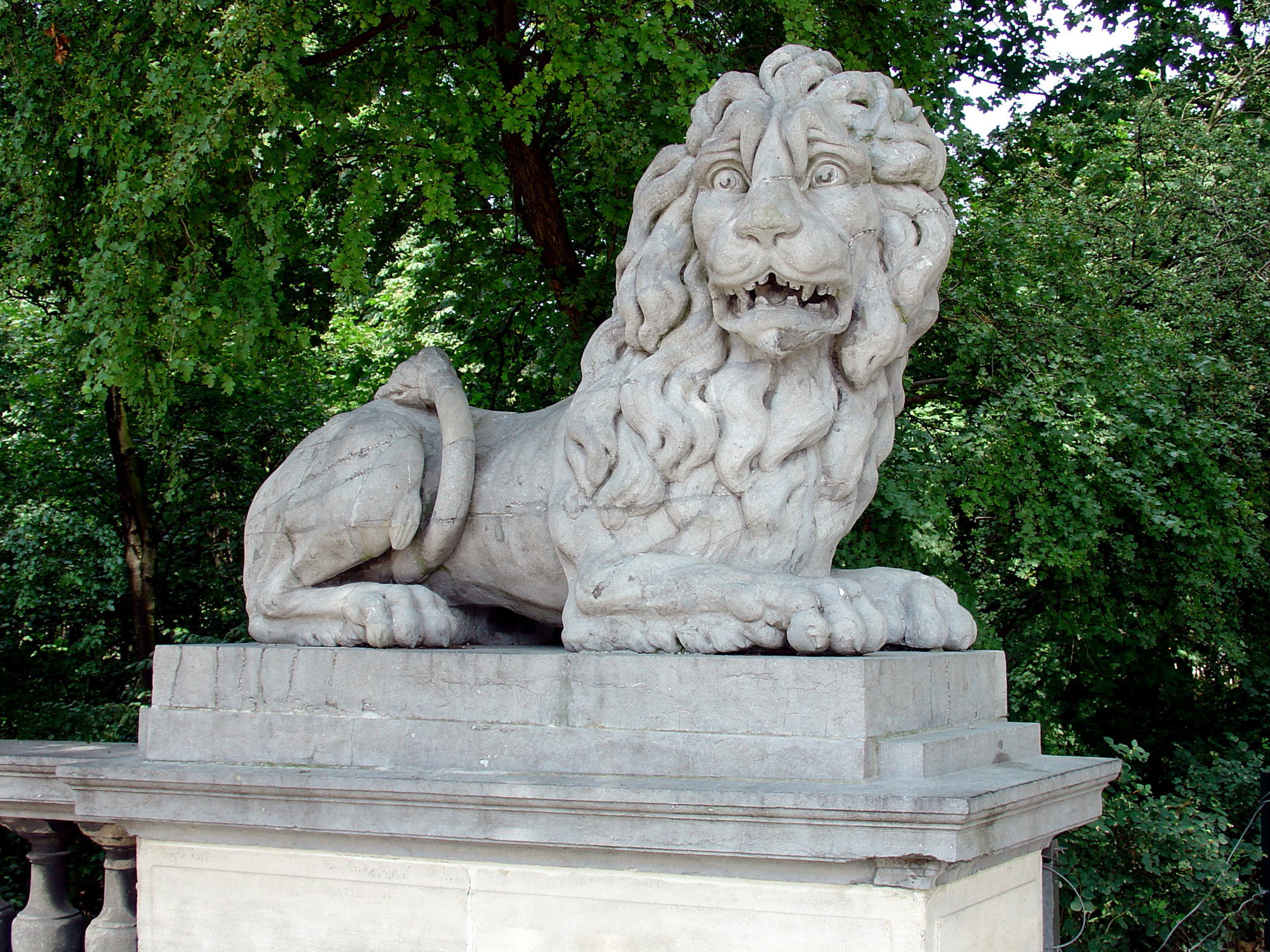
Lion à l'entrée du parc par Joseph Dubois (1780).
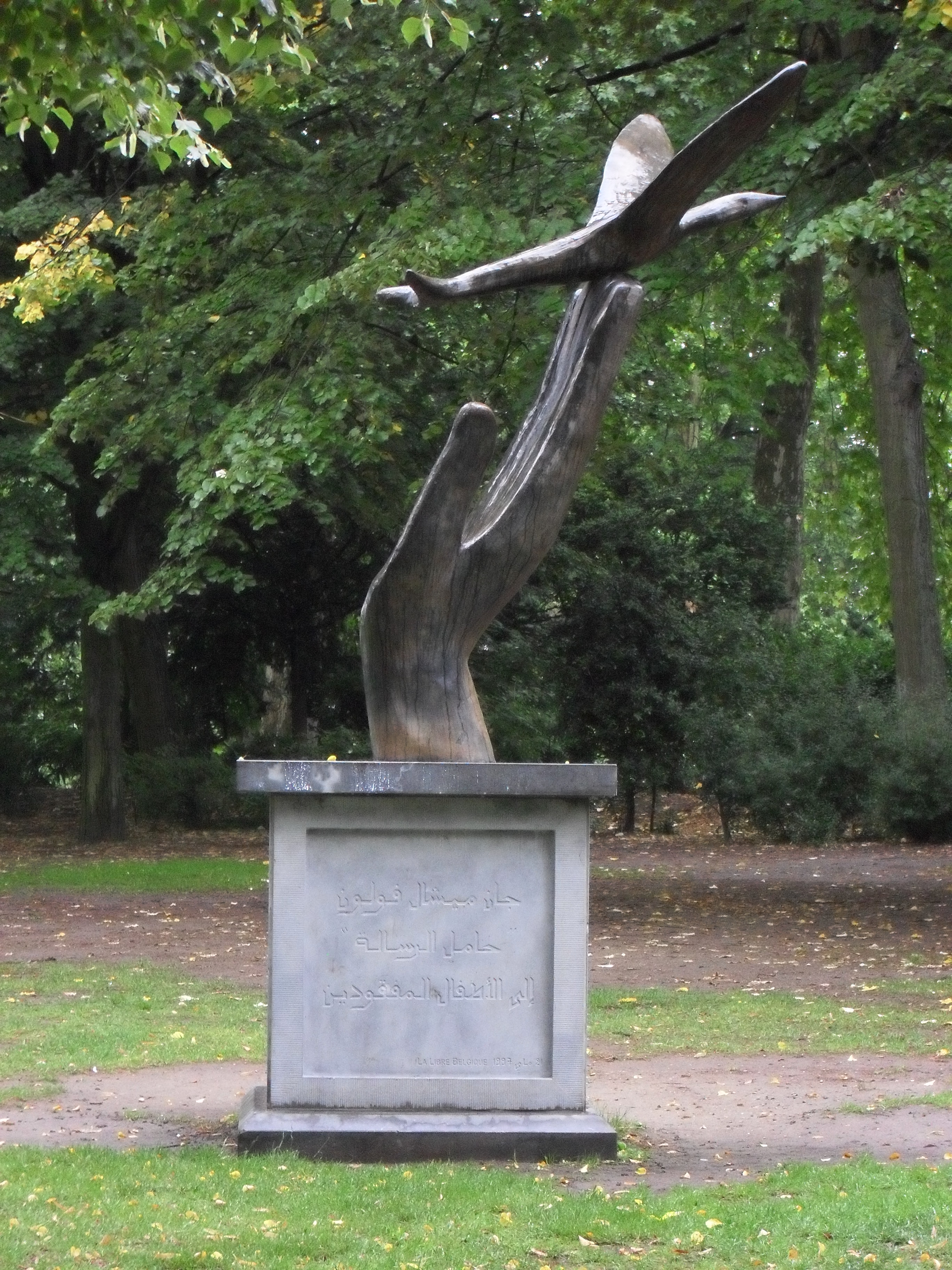
Sculpture de Jean-Michel Folon à la mémoire des enfants disparus.

## Abri anti-aérien
Sous le parc de Bruxelles se dissimule un abri anti-aérien, dont l'emplacement fut sans doute déterminé par la proximité du Parlement et du Palais royal. Construit en 1939, il était destiné à abriter le Centre Général de Renseignement et d'Alerte, qui s'occupait de la surveillance de l'espace aérien belge. Au cours de la Seconde guerre mondiale, l'endroit fut utilisé par l'occupant allemand, pour centraliser l'activité des équipes de radiogoniométrie qui travaillaient à repérer les postes émetteurs de la Résistance. Au cours de la Guerre froide, l'endroit fut aménagé en abri antiatomique, puis, à partir de 1960, affecté à la Protection civile pour actionner les commandes des sirènes de prévention à destination de la population tous les premiers jeudis du mois. Le lieu, accessible depuis le Cercle Gaulois, est actuellement désaffecté.

## Arbres remarquables
Ci-dessous, quelques-uns des arbres remarquables du parc répertoriés par la Commission des monuments et des sites :
| nom français                | nom latin              | cir. en cm |
| --------------------------- | ---------------------- | ---------- |
| Platane à feuilles d'érable | Platanus x hispanica   | 345        |
| Marronnier commun           | Aesculus hippocastanum | 325        |
| Érable sycomore             | Acer pseudoplatanus    | 304        |
| Platane d'Orient            | Platanus orientalis    | 290        |
| Hêtre d'Europe              | Fagus sylvatica        | 283        |
| Frêne commun                | Fraxinus excelsior     | 222        |
| Érable plane                | Acer platanoides       | 202        |
| Micocoulier d'Amérique      | Celtis occidentalis    | 126        |
| Zelkova du Japon            | Zelkova serrata        | 106        |